# Strongylura marina
El agujón verde, marao de laguna o agujonpo es la especie Strongylura marina, un pez marino y de agua dulce de la familia belónidos, distribuida por la costa oeste del océano Atlántico.

## Importancia para el hombre
Es pescado para alimentación humana y, aunque tiene una importancia comercial escasa, alcanza un valor alto en los mercados. Además los ejemplares de gran tamaño son pescados con caña en pesca deportiva. Se encuentra en los mercados fresco.

## Anatomía
Con el cuerpo alargado y con la boca en un pico largo y afilado, se ha descrito una captura de 111 cm, aunque la longitud máxima normal es de unos 60 cm. No tiene espinas en las aletas, con pigmento negro detrás de los ojos que no se extiende por debajo del nivel de la mitad del ojo.

## Hábitat y biología
Habita en el mar cerca de la costa en aguas superficiales asociado a arrecife, penetrando en lagunas de marea y zona de manglar, subiendo por los ríos por lo que se le puede encontrar también en agua dulce.
En la reproducción es una especie ovípara, con los huevos que pueden encontrarse enganchados a objetos en el agua mediante zarcillos en la superficie del huevo. Sólo se desarrolla la gónada derecha.